# Robert Reboul

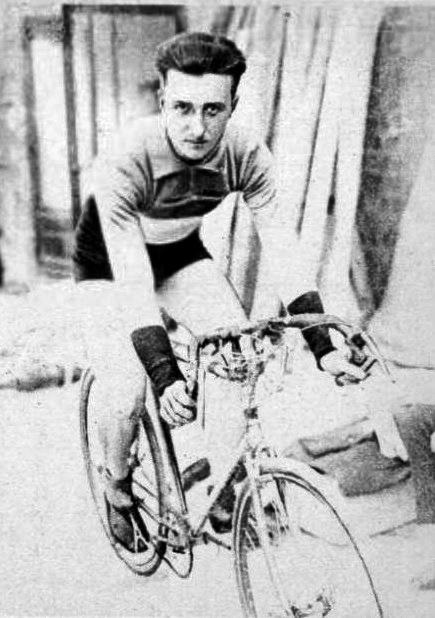
Robert Reboul (1921)

Robert Reboul (* 24. Juli 1893 in Paris; † 22. Januar 1969 in Bordeaux) war ein französischer Radrennfahrer und nationaler Meister im Radsport.

## Sportliche Laufbahn
Reboul wurde 1920 nationaler Meister im Straßenrennen der Amateure. 1921 wechselte er zu den Berufsfahrern, wo er bis 1927 aktiv blieb. 1921 gewann er unter anderem die Rennen Paris–Brüssel und Paris–Reims. 1923 war er am Start der Tour de France, musste das Rennen aber vorzeitig beenden. 1925 siegte er im Rennen Circuit des Charentes.